# NGC 6530
NGC 6530 је расејано звездано јато у сазвежђу Стрелац које се налази на NGC листи објеката дубоког неба.
Деклинација објекта је - 24° 21' 30" а ректасцензија 18h 4m 30,0s. Привидна величина (магнитуда) објекта NGC 6530 износи 4,6. NGC 6530 је још познат и под ознакама OCL 19, ESO 521-SC21, part of Lagoon nebula (M 8).